# Эрнст Казимир (граф Нассау-Дица)
Эрнст Казимир I Нассау-Дицский (нидерл. Ernst Casimir van Nassau-Dietz; 22 декабря 1573, Дилленбург — 2 июня 1632, Рурмонд) — граф Нассау-Дица (1606—1632), штатгальтер Фрисландии (1620—1632), Гронингена и Дренте (1625—1632).

## Биография
Эрнст Казимир был одиннадцатым ребёнком графа Иоганна VI Нассау-Дилленбургского и его первой жены графини Елизаветы Лейхтенбергской (1537—1579).
В 1606 году после смерти Иоганна VI графство Нассау было разделено между его пятью сыновьями: Вильгельм Людвиг (граф Нассау-Дилленбурга), Иоганн VII (граф Нассау-Зигена), Георг (граф Нассау-Байльштайна), Эрнст Казимир (граф Нассау-Дица) и Иоганн Людвиг (граф Нассау-Хадамара).
Эрнст Казимир Нассау-Дицский был известен, прежде всего, как выдающийся полководец во время Восьмидесятилетней войны. Он служил под командованием своих двоюродных братьев, Морица Нассауского, принца Оранского, при осаде городов Стенвейк и Олдензал, и Фредерика Генриха, принца Оранского во время осады Грунло (1627) и осады Хертогенбоса (1629). Как штатгальтер Гронингена он основал крепость Ньивесанс в 1628 году.

## Смерть
В июне 1632 года Эрнст Казимир Нассау-Дицский был убит пулей при осаде Рурмонда, когда он осматривал окопы. Его старший сын и наследник Генрих Казимир унаследовал титул графа Нассау-Дица, а также должности штатгальтера Фрисландия, Гронингена и Дренте.

## Семья
8 июня 1607 года Эрнст Казимир женился на Софии Гедвиге Брауншвейг-Вольфенбюттельской (1592—1642), дочери Генриха Юлия, герцога Брауншвейг-Вольфенбюттельского (1564—1613). От этого брака родились девять детей:
- мертворождённая дочь (1608)
- мертворождённый сын (1609)
- неназванный сын (1610—1610)
- Генрих Казимир I (1612—1640), граф Нассау-Диц (1632—1640)
- Вильгельм Фредерик (1613—1664), граф Нассау-Диц (1640—1664), женат на Альбертине Агнессе Нассауской.
- Елизавета (25 июля, 1614 — 18 сентября 1614)
- Иоганн Эрнст (29 марта 1617 — май 1617)
- Морис (21 февраля 1619 — 18 сентября 1628)
- Елизавета Фризо (25 ноября 1620 — 20 сентября 1628)